# Нікола Легроттальє
Нікола Легроттальє (італ. Nicola Legrottaglie, нар. 20 жовтня 1976, Джоя-дель-Колле) — італійський футболіст, що грав на позиції захисника. По завершенні ігрової кар'єри — футбольний тренер. Наразі очолює тренерський штаб команди «Арагас».
Значну частину кар'єри провів у «Ювентусі», за який зіграв понад сто матчів в Серії А та виграв Суперкубок Італії. Також виступав за національну збірну Італії.

## Клубна кар'єра
Народився 20 жовтня 1976 року у родині службовця та домогосподарки в місті Джоя-дель-Колле, що знаходиться неподалік від Барі. Природно, що і починав він в однойменній команді. Причому, майже до 20 років тренери бачили в ньому хавбека. Не пробившись до основної команди, футболіст змушений був грати в оренді в клубах Серії С1. Першою стала команда «Пістоєзе» в 1996 році, де, власне, і почалася професійна кар'єра захисника. Через рік пішов в оренду в «Прато».
Влітку 1998 року Легроттальє пішов на підвищення і підписав контракт з «К'єво», який виступав тоді в Серії Б. Однак, там за 2 роки він взяв участь лише в 23 іграх чемпіонату, після чого був відправлений в оренду у «Реджяну» (зіграв там лише 4 матчі), а потім — в «Модену».

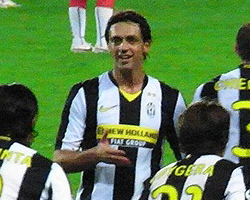
Нікола Легроттальє під час виступів за «Ювентус». 14 листопада 2008 року

2001 року Нікола повернувся в «К'єво», який повернувся у свою чергу в Серію А. Легроттальє дебютував у вищому футбольному дивізіоні Італії 14 жовтня 2001 року в матчі проти «Брешії», що завершився з рахунком 2:2. По закінченні того сезону «осли» зупинилися в кроці від зони Ліги чемпіонів, фінішувавши на 5 місці. Завдяки своїм веронський успіхам, у листопаді 2002 року Легроттальє вперше отримав запрошення в національну збірну.
Взявши участь за два сезони в «К'єво» у 43 іграх, та ще і забивши в них 6 м'ячів, Нікола звернув на себе увагу італійських грандів. «Мілан», «Рома» і «Ювентус» були зацікавлені у підписанні «найперспективнішого захисника збірної Італії». У підсумку контракт був укладений з туринцями. Сума трансферу склала 7 мільйонів євро.
Проте перші два роки в Турині для Легроттальє зовсім не вдалися. Він став допускати масу помилок, через що втратив місце в складі і був відправлений в оренду. Спочатку це була «Болонья», після чого все в тому ж 2005 році опинився в «Сієні», де і дограв сезон 2005/06 до кінця.
Після повернення в стан «бьянконері» Легроттальє знову опинився на лаві запасних. Так, влітку 2007 року клуб робив спроби продати його і К'єлліні, але обидва в клубі залишилися. А в наступному сезоні 2007/08 основний захисник «старої сеньйори» Жорже Андраде отримав серйозну травму в матчі з «Ромою», і місце у центрі вимушено отримав Легроттальє. Хороші виступи призвели до того, що незабаром керівництво продовжило договір з ним до 2010 року. Всього за «Ювентус» футболіст провів 154 матчі і забив 10 голів та виборов титул володаря Суперкубка Італії.
Після того як до «Ювентуса» перейшов Андреа Барцальї, 31 січня 2011 року Легроттальє підписав контракт з «Міланом» строком до кінця сезону 2010/11, проте в команді не закріпився, зігравши лише в одному матчі, а «россо-нері» здобули чемпіонський титул.
24 серпня 2011 року на правах вільного агента перейшов в «Катанію», підписавши дворічний контракт. Завершив професійну ігрову кар'єру у клубі «Катанія», за команду якого виступав протягом 2011–2014 років.

## Виступи за збірні
1994 року дебютував у складі юнацької збірної Італії, взяв участь в одному матчі на юнацькому рівні.
2002 року дебютував в офіційних матчах у складі національної збірної Італії в товариському поєдинку проти турецької команди (1:1).
2009 року був включений до складу збірної на Кубку Конфедерацій 2009 року, на якому зіграв в одному матчі. Протягом кар'єри у національній команді, яка тривала 8 років, провів у формі головної команди країни лише 16 матчів, забивши 1 гол.

## Кар'єра тренера
Розпочав тренерську кар'єру відразу ж по завершенні кар'єри гравця, 2014 року, увійшовши до тренерського штабу клубу «Барі».
2015 року очолив тренерський штаб нижчолігової італійської команди «Арагас».
| Дата       | Місто      | Господарі | Результат | Гості             | Турнір                                  | Голи | Примітки |
| ---------- | ---------- | --------- | --------- | ----------------- | --------------------------------------- | ---- | -------- |
| 20/11/2002 | Пескара    | Італія    | 1 – 1     | Туреччина         | товариський матч                        | -    |          |
| 12/02/2003 | Генуя      | Італія    | 1 – 0     | Португалія        | товариський матч                        | -    |          |
| 30/04/2003 | Женева     | Швейцарія | 1 – 2     | Італія            | товариський матч                        | 1    |          |
| 03/06/2003 | Кампобассо | Італія    | 2 – 0     | Північна Ірландія | товариський матч                        | -    |          |
| 11/06/2003 | Гельсінкі  | Фінляндія | 0 – 2     | Італія            | Відбір до ЧЄ 2004                       | -    |          |
| 20/08/2003 | Штутгарт   | Німеччина | 0 – 1     | Італія            | товариський матч                        | -    |          |
| 18/02/2004 | Палермо    | Італія    | 2 – 2     | Чехія             | товариський матч                        | -    |          |
| 20/08/2008 | Ніцца      | Італія    | 2 – 2     | Австрія           | товариський матч                        | -    |          |
| 10/09/2008 | Удіне      | Італія    | 2 – 0     | Грузія            | Відбір до ЧС 2010                       | -    |          |
| 19/11/2008 | Афіни      | Греція    | 1 – 1     | Італія            | товариський матч                        | -    |          |
| 10/02/2009 | Лондон     | Бразилія  | 2 – 0     | Італія            | товариський матч                        | -    |          |
| 06/06/2009 | Піза       | Італія    | 3 – 0     | Північна Ірландія | товариський матч                        | -    |          |
| 10/06/2009 | Преторія   | Італія    | 4 – 3     | Нова Зеландія     | товариський матч                        | -    |          |
| 15/06/2009 | Преторія   | США       | 1 – 3     | Італія            | Кубок Конфедерацій 2009 - груповий етап | -    |          |
| 10/10/2009 | Дублін     | Ірландія  | 2 – 2     | Італія            | Відбір до ЧС 2010                       | -    |          |
| 18/11/2009 | Чезена     | Італія    | 1 – 0     | Швеція            | товариський матч                        | -    |          |
| Усього     |            | Матчів    | 16        |                   | Голів                                   | 1    |          |

## Титули і досягнення
- Володар Суперкубка Італії (1):

«Ювентус»: 2003
- Чемпіон Італії (1):

«Мілан»: 2010-11